# Adam Nalewajk
Adam Nalewajk (ur. 31 marca 1987 w Pułtusku, zm. 17 sierpnia 2024) – polski strongman. Mistrz świata w wyciskaniu sztangi leżąc federacji WPF z 2016 oraz Europy z 2015 roku, w 2019 ponownie zdobył Mistrzostwo Europy Federacji WPA, samorządowiec.

## Życiorys
Syn Tadeusza Nalewajka, podsekretarza stanu w Ministerstwie Rolnictwa i Rozwoju Wsi.
Ukończył LO im. P. Skargi w Pułtusku, następnie tamże politologię na Akademii Humanistycznej im. A. Gieysztora. 
Uprawiał wyciskanie sztangi na leżąco (srebrny medalista mistrzostw Europy federacji WUAP w 2012, brązowy medalista mistrzostw świata w 2012 federacji WUAP), czterokrotny mistrz Polski (2012, 2013, 2014, 2015), zwycięzca Pucharu Świata 2013 w Zalesiu federacji WUAP. Podczas studiów trenował trójbój siłowy. Wicemistrz świata z 2014 w przysiadzie ze sztangą, brązowy medalista w martwym ciągu federacji IRP, mistrz Polski w przysiadzie, martwym ciągu federacji IRP w 2014.
W 2010 uzyskał mandat radnego gminy Pułtusk z listy PSL. W wyborach samorządowych w 2014 i 2018 uzyskiwał reelekcję.
Był także aktorem niezawodowym – debiutował w filmie Patryka Vegi Bady Boy w roli chuligana. Należał do grupy AtV – wygrał konkurs na twarz miesiąca. Występował w takich produkcjach jak Barwy Szczęścia, Raport Pileckiego, Kottgobba 3 oraz w sztuce teatralnej Mistrz i Małgorzata (rola Iwana Bezdomnego) w adaptacji Jarosław Supery.